# Lygomusotima
Lygomusotima is een geslacht van vlinders van de familie van de grasmotten (Crambidae), uit de onderfamilie van de Musotiminae. De wetenschappelijke naam en de beschrijving van dit geslacht zijn voor het eerst gepubliceerd in 2004 door Maria Alma Solis en Shen-Horn Yen.

## Soorten
- Lygomusotima constricta Solis & Yen, 2004
- Lygomusotima stria Solis & Yen, 2004